# Campa del Alto Perené
Campa del Alto Perené, podgrupa Campa Indijanaca kojih oko 3 000 živi u Peruu duž gornjeg toka rijeke Perené i njezinih pritoka. Budući da su članovi ove Campa skupine pokoreni još 1869. godine kada je osnovan grad La Merced, više su akulturirani od Campa u drugim regijama i više ih je dvojezičnih.
Danas su poljoprivrednici ali mnogi uzgajaju kavu ili rade za koloniste u tom području.